# Zdradzony
Zdradzony (ang. Bound By Lies) – amerykański film z 2005 roku w reżyserii Valerii Landsburg. Film nie był przeznaczony do kin; od razu wszedł do obiegu video.

## Obsada
- Stephen Baldwin – Max Garrett
- Kristy Swanson – Laura Cross
- Tracy Howe – policjant z wydziału wewnętrznego
- Charles Malik Whitfield – porucznik Eddie Fulton
- Natassia Malthe – Randi Fuller
- Kevin Chamberlin – Gus Boyle
- Joel Brooks – Raymond Karp
- Julian Acosta – Emanuel Juarez
- Sam Hennings – porucznik Bill Holleran
- Gladys Jimenez – Diana Garrett
- Matthew Jones	– policjant
- Dennis Lafollette – bezdomny
- Jayden Lund – koroner
- Rick Ravanello – nieumundorowany policjant
- Chester E. Tripp III – oficer McManus

## Fabuła
Max Gerrett, niepokorny detektyw, wraca do służby po półrocznym zawieszeniu. Szuka seryjnego mordercy, którego zbrodnie nawiązują do fotografii Laury Cross. Max nawiązuje romans z ekscentryczną fotografik.

## Opinie o filmie
- Kultura (dodatek do Dziennika Polska-Europa-Świat)[1]

Zmysłowa atmosfera fetyszyzującej erotyki nie jest w stanie uratować nudnej intrygi.